# Limnophila (Limnophila) subtristis
Limnophila (Limnophila) subtristis is een tweevleugelige uit de familie steltmuggen (Limoniidae). De soort komt voor in het Australaziatisch gebied.